# Macarie (cronicar)
Macarie (n. sfârșitul sec. XV – d. 1 ianuarie 1558) a fost un episcop și cronicar român, autorul unei cronici a Moldovei de la moartea lui Ștefan cel Mare și până la domnia lui Petru Rareș.

## Biografie
Macarie s-a născut la sfârșitul secolului al XV-lea. A fost călugărit probabil la Mănăstirea Neamț și s-a format în mediul înalt din punct de vedere spiritual al Mănăstirii Neamț ("Biblioteca Națională a Moldovei") sub oblăduirea unui distins carturar - viitor mitropolit al Moldovei, Teoctist al II-lea (sau al III-lea în numărătoarea lui Iorga). Știa limba grecească în chip desăvârșit, traducând din greacă în slavonă "Sintagma lui Matei Vlastaris". A copiat mai multe manuscrise. Performanțele sale în ale limbii slavone sunt mărturisite de cronici.
A ajuns, probabil, prin anul 1523, egumen al Mănăstirii Neamț, unde a întreținut o atmosferă de lucru cărturăresc și a format discipoli. Apoi a devenit egumen al Mănăstirii Bistrița. A fost sfințit ca episcop de Roman la 23 aprilie 1531.
La îndemnul său, domnitorul Petru Rareș (1527-1538, 1541-1546) a ridicat Catedrala Episcopală din Roman existentă și azi - și Mănăstirea Râșca (la aceasta din urmă și-a adus contribuție materiale și episcopul).
La data de 2 martie 1548, domnitorul Iliaș al II-lea Rareș (1546-1551), fiu al lui Petru Rareș și beneficiar în cronică al unor culori "închise", îl dă jos din jilțul episcopal. Celălalt fiu al lui Rareș, Ștefan al VI-lea Rareș (1551-1552), îi va reda demnitatea ecleziastică în iunie 1551, PS Macarie păstorind ca episcop până la moarte.
În anul 1556 Macarie a tradus în slavonește și a rânduit pe articole, după alfabetul său, colecția bizantină de legi intitulată „Sintagme sau Nomocanonul lui Matei Vlastareș”, cerută de Alexandru Lăpușneanu (care a trimis-o în anul 1561 țarului Rusiei Ivan IV cel Groaznic).
Episcopul Macarie a trecut la cele veșnice la data de 1 ianuarie 1558, în orașul Roman, fiind înmormântat în biserica de la Mănăstirea Râșca. Era considerat de către contemporanii săi ca om învățat; cronicarul Eftimie îl numește „învățător al Moldovei”.

## Cronica lui Macarie
Episcopul Macarie este cunoscut ca fiind autorul unei Cronici în limba slavonă, în două variante: prima expune faptele petrecute de la moartea lui Ștefan cel Mare (1504) până la 1541, iar a doua de la 1541 la 1551; figura centrală a Cronicii este Petru Rareș.
Scopul declarat al lui Macarie era de „a duce mai departe șirul povestirii și a-l aduce la domniile vremurilor noastre, nu ca să ne fălim cu umflături retorice, ci ca să împlinim domneștile porunci ale strălucitului și pentru dușmanii săi înfricoșatului Petru voievod…” și pentru „a nu lăsa ca faptele întâmplate în vremurile și domniile trecute să fie acoperite de mormântul uitării, ci a le reda istoriei”.
Cronica lui Macarie este o cronică literară, în care folosește un stil retoric, cu figuri poetice și cu tendințe vădit moralizatoare și religioase, pentru a glorifica personalitatea lui Petru Rareș, ale cărui calități sunt exagerate. Cronica se termină cu anul 1541, odată cu revenirea pe tron pentru a doua oară a lui Petru Rareș. Istoricul Ioan Bogdan (1864-1919) a descoperit și o altă versiune a Cronicii lui Macarie într-un codice miscelaneu din secolul al XVII-lea din Biblioteca Imperială din Petersburg, versiune care este intercalată în Cronica lui Azarie.
Cea de-a doua variantă cuprinde a doua domnie a lui Petru Rareș și se termină în anul 1551. Printre evenimentele povestite menționăm expediția lui Petru Rareș contra voievodului Ardealului, Ștefan Mailat, și grija lui pentru biserică, precum și moartea lui si domnia urmașilor săi pâna în anul 1551. Stilul acestei versiuni este asemănătoare cu cea din prima versiune.